# 우주 비행 시뮬레이션 게임
우주 비행 시뮬레이션(space flight simulation)은 플레이어가 다양한 현실감으로 우주 비행을 경험할 수 있게 해주는 비행 시뮬레이터 비디오 게임의 한 장르이다. 일반적인 메커닉에는 우주 탐사, 우주 무역, 우주전이 포함된다.

## 개요
이 장르의 일부 게임은 의사 우주 비행 시뮬레이터보다 더 완전한 물리 시뮬레이션 내에서 궤도 계산을 포함하여 우주 비행을 사실적으로 묘사하는 것을 목표로 한다. 다른 사람들은 모든 측면에서 우주 비행을 시뮬레이션하기보다는 게임 플레이에 중점을 둔다. 후자의 게임의 현실감은 우주에서 우주선을 움직이는 현실감에 초점을 맞추는 대신 게임 디자이너가 게임 플레이에 적합하다고 판단하는 것에 국한된다. 일부 "비행 모델"은 뉴턴 물리학을 기반으로 한 물리 시스템을 사용하지만 이는 일반적으로 직접적인 환경에서 항공기를 조종하는 것으로 제한되며 이러한 게임을 시뮬레이터로 만드는 궤도 계산을 고려하지 않는다. 많은 의사 시뮬레이터는 가벼운 여행보다 빠른 기능을 갖추고 있다.
자연 법칙에 따라 우주선을 조종하는 것을 목표로 하는 실제 시뮬레이터의 예로는 오비터(Orbiter), 커벌 스페이스 프로그램 및 마이크로소프트 스페이스 시뮬레이터가 있다. 유선형과 엔터테인먼트를 위해 물리학의 법칙을 변형시키는 더욱 환상적인 비디오 게임의 예로는 윙 커맨더, 스타워즈: 엑스윙 및 프리랜서(Freelancer)가 있다.
현대 우주 비행 게임 장르는 가정용 컴퓨터가 기본 와이어프레임 그래픽을 실시간으로 그릴 수 있을 만큼 충분히 강력해진 시점에 등장했다. 엘리트(Elite) 게임은 이 장르의 획기적인 게임으로 널리 알려져 있으며 "우주 무역"과 비행 시뮬레이션 장르를 성공적으로 결합한 것으로 간주된다. 엘리트는 일부 선구자가 있었지만 해당 유형의 이후 게임에 큰 영향을 미쳤다. 엘리트와 유사한 게임을 "엘리트 클론"(Elite-clones)이라고도 한다.
한때 인기를 끌었던 우주 비행 게임과 시뮬레이터는 새천년 동안 대부분 "죽은" 장르로 간주되었다. 그러나 오픈 소스 및 열광적인 커뮤니티에서는 작동하고 현대적인 타이틀(예: 오비터 스페이스플라이트 시뮬레이터)을 제작했다. 2011년에 상업적으로 출시된 커벌 스페이스 프로그램은 항공우주 커뮤니티에서도 눈에 띄게 호평을 받았다. 일부 최신 게임, 특히 엘리트 데인저러스는 우주 거래 및 전투 게임 하위 장르에 새로운 관심을 불러일으켰다.